# Герб района имени Лазо
Герб  муниципального района имени Лазо́ Хабаровского края Российской Федерации.
Герб утверждён Решением № 107 Собрания депутатов муниципального района имени Лазо 18 декабря 2009 года.
Герб внесён в Государственный геральдический регистр Российской Федерации под номером 5868.

## Описание герба
«В серебряном поле - вписанный зелёный ромб с вырастающей из каждой стороны елью того же цвета, обременённый золотым идущим оленем над хлебным снопом того же металла».

Герб муниципального района имени Лазо в соответствии с Методическими рекомендациями по разработке и использованию официальных символов муниципальных образований (Раздел 2, Глава VIII, п.п. 45-46), утверждёнными геральдическим Советом при Президенте Российской Федерации 28 июня 2006 года может воспроизводиться со статусной короной установленного образца.

## Описание символики
Герб района отражает его экономические и природные особенности:
- ели - символ лесных богатств района. На территории района произрастает и заготавливается не только ель, но и многие другие породы древесины, в том числе пихта, кедр корейский, дуб, берёза, сосна, осина. Ель, как вечнозелёное дерево - символ не умирающей, продолжающейся жизни, символ вечности и покоя. 
- сноп - символ ещё одного направления деятельности в районе - сельскохозяйственного. Сноп - символ единения, силы, достатка, урожая. 
- золотой олень - символ богатой фауны Приморской тайги. Олень - символ благородства, грации. 
Серебро - символ чистоты, ясности, открытости, божественной мудрости, примирения.
Зелёный цвет символизирует весну, здоровье, природу, надежду.
Золото - символ высшей ценности, величия, великодушия, богатства, урожая.

## История герба
Герб разработан при содействии Союза геральдистов России.
Авторы герба: идея герба — Константин Мочёнов (Химки); художник и компьютерный дизайн — Ирина Соколова (Москва); обоснование символики — Вячеслав Мишин (Химки).